# Denasalizzazione
In fonetica, la denasalizzazione è la perdita del flusso d'aria nasale in un suono nasale, consonante o vocale. Ciò può essere dovuto a patologia del linguaggio ma si verifica anche quando i seni nasali sono bloccati da un raffreddore comune, quando comunemente si parla di voce nasale, che non è un termine linguistico. Il simbolo in  ExtIPA è ⟨ ◌͊⟩.
Quando si parla con il raffreddore, la  passaggi nasali funziona ancora come una cavità risonante, quindi una consonante nasale denasalizzata  [m͊] non suona come un'occlusiva orale sonora  [b ] e una vocale denasalizzata  [a͊] non suona come una vocale orale  [a].
Tuttavia, ci sono casi di denasalizzazione storica o allofonica che hanno prodotto occlusive orali. In alcune lingue con vocali nasali, come  Paicĩ, le consonanti nasali possono verificarsi solo prima delle vocali nasali; prima delle vocali orali, si trovano occlusive prenasalizzate. È probabile che questa variazione allofonica derivi da un processo storico di denasalizzazione parziale.
Allo stesso modo, diverse lingue nella zona dello Stretto di Puget hanno subito un processo di denasalizzazione circa 100 anni fa. Tranne che in registri vocali speciali, come nel linguaggio materno, i nasali  [m, n] sono diventati le occlusive sonore  [b, d]. Da documenti storici risulta che vi era una fase intermedia in cui le occlusive erano prenasalizzate  [ᵐb, ⁿd] o nasali post-bloccate  [mᵇ, nᵈ].
Qualcosa di simile si è verificato con i suoni nasali iniziali di parole in  coreano; in alcuni contesti,  / m /, / n / sono denasalizzati in  [b, d]. A volte il processo è rappresentato con la trascrizione AFI  [m͊] e  [n͊], che pone semplicemente il diacritico  ◌͊ della denasalizzazione su  [m ] e  [n] per mostrare il fonema sottostante.